# Krijt Moester
Krijt Moester is een groothandel in zoetwaren en horeca-artikelen uit de gemeente Zaanstad. Het bedrijf, gevestigd in Zaandijk, is ontstaan door een overname van Moester Handelsonderneming uit Zaandam door Krijt Zaandijk in 1998.
Het bedrijf is opgericht in 1918 door Gerrit Krijt als een grossierderij in chocolade, suikerwerken en biscuits. Het kreeg na de Tweede Wereldoorlog een ruimer assortiment met onder meer zoetwaren, frisdrank en ijs. Wiecher Moester was met zijn bedrijf Moester in 1931 gestart en fabriceerde onder meer ijspoeder en wafels. Later legde het bedrijf Moester zich meer toe op horecabenodigdheden in de non-food sector. Als gevolg van de bedrijfsovername eind jaren negentig werden de krachten gebundeld in Krijt Moester en verkreeg men een aantal dealerschappen zoals van EMGA, Bravilor, Animo, Winterhalter, Rhima, Liebherr, Ola en Douwe Egberts. 
De groothandel is al decennialang lid van Combinatie Nederland, een inkoopcombinatie voor het MKB.